# 尼古拉镇
尼古拉镇（英語：或）是加勒比海岛国圣基茨和尼维斯岛屿圣基茨岛西海岸的一座城镇，行政上由基督教会尼古拉镇区（尼古拉镇也是此区首府）管辖，位于曼申和其最大城镇莫利纽之间。该地有一座教堂。